# Тульвиц
Тульвиц (нем. Tulwitz) — коммуна в Австрии, в федеральной земле Штирия.
Входит в состав округа Грац.  Население составляет 523 человека (на 31 декабря 2005 года). Занимает площадь 19,97 км². Официальный код  —  60649.

## Политическая ситуация
Бургомистр коммуны — Херман Гшайдбауэр (АНП) по результатам выборов 2005 года.
Совет представителей коммуны (нем. Gemeinderat) состоит из 9 мест.
- АНП занимает 8 мест.
- СДПА занимает 1 место.